# Abattement fiscal
L’abattement fiscal est une réduction légale de la base d’imposition, c'est-à-dire de l'ensemble des revenus retenus par l'administration fiscale pour calculer le montant de l'impôt.

## Définition
L'abattement fiscal est une déduction appliquée sur l'assiette taxable soumise à l’impôt. Il permet de réduire le montant qui sert de base de calcul pour le paiement de l’impôt. Si le montant de l'abattement couvre le montant des revenus imposables, la base d'imposition est nulle. Son mécanisme se rapproche de l'exonération il diminue la base imposable, qu'il s'agisse de l’impôt sur le revenu, sur la succession, ou d'autres prélèvements fiscaux ou sociaux. 
L’abattement fiscal est une réduction légale de la base d’imposition, c'est-à-dire de l'ensemble des revenus retenus par l'administration fiscale pour calculer le montant de l'impôt.

### La différence entre abattement, réduction et crédit d’impôt
L'abattement fiscal se distingue du crédit d’impôt et de la réduction d’impôt, même si ces trois mécanismes ont le même objectif : "permettre aux contribuables de payer moins d’impôt" :
- La réduction d’impôt est une réduction appliquée sur le montant de l’impôt dû par le contribuable. La réduction d’impôt ne concerne pas les revenus imposables mais le montant de l’impôt lui-même. Contrairement au crédit d'impôt, il ne peut pas donner lieu à un remboursement. 
- Le crédit d’impôt, lui aussi, est une réduction appliquée sur le montant de l’impôt dû par le contribuable. En revanche, contrairement à la réduction d'impôt, le crédit d’impôt pour sa part peut donner lieu à un remboursement.

## Par pays

### En France
L'abattement de 40 % sur les dividendes perçus sur un compte titre est rajouté au revenu fiscal de référence. De même, le législateur n'ayant rien précisé sur la question, l'abattement sur les plus-values est rajouté au revenu fiscal de référence.

#### Les abattements applicables à la taxe foncière sur les propriétés bâties et non bâties
La TFPB (Taxe Foncière sur les Propriétés Bâties) et la TFPNB (Taxe Foncière sur les Propriétés Non Bâties) sont établies d’après la valeur locative cadastrale de votre bien.
Cette valeur locative est ensuite diminuée d’un abattement de 50 % pour la TFPB et de 20 % pour la TFNB de manière à obtenir le revenu cadastral servant à l’imposition.
Cet abattement est destiné à compenser forfaitairement les frais et charges du propriétaire (amortissement,assurance, réparations…)

#### Les abattements applicables à la taxe d’habitation
En ce qui concerne la TH (taxe d’habitation), les abattements se calculent sur la VLM (valeur locative moyenne) des habitations de la collectivité concernée qui figurent sur votre avis d’impôt.
Il existe un abattement obligatoire et trois abattements facultatifs dont les taux sont fixés à l’initiative des collectivités locales :
- L’abattement Obligatoire pour charges de famille s’applique de plein droit dès lors que le redevable partage son logement avec des personnes à charge au regard de la TH. La collectivité bénéficiaire de la TH ne peut pas supprimer cet abattement[3].
- Les abattements Facultatifs sont institués à l'initiative des communes et des EPCI (établissement public de coopération intercommunale) à fiscalité propre. Ces collectivités ont aussi la possibilité de supprimer les abattements facultatifs qu’elles avaient précédemment votés. Les abattements facultatifs peuvent se cumuler entre eux et se cumulent avec l’abattement obligatoire.

#### L'abattement obligatoire pour charges de famille
Cet abattement tient compte des personnes à charge du redevable de la TH qui sont :
- Les enfants du contribuable ou ceux qu'il a recueillis, c'est-à-dire ceux qui sont pris en compte dans le foyer fiscal pour le calcul de l'impôt sur le revenu au titre de l'année N-1
- Les ascendants du contribuable âgés de +70 ans ou infirmes quel que soit leur âge, résidant avec le contribuable et remplissant la condition de revenus (montant de leur RFR (revenu fiscal de référence) de l’année précédente qui n'excède pas la limite prévue à l’article 1417-I du CGI)[3].

Pour l'application des abattements pour charges de famille, la situation de famille, les conditions d'âge, de revenus et de cohabitation sont appréciées au 1er janvier de l’année d’imposition.

#### Les abattements facultatifs
L'abattement général à la base s’applique sans autre condition que celle liée à la décision de la collectivité.
L'abattement spécial à la base en faveur des personnes de condition modeste s'applique dès lors que les 2 conditions suivantes sont remplies :
- Le RFR (revenu fiscal de référence) de l'année précédente ne doit pas excéder la limite de l'art. 1417- I du CGI
- La valeur locative brute du local occupé par le contribuable doit être inférieure à un certain pourcentage de la VLM (valeur locative moyenne) de la collectivité[3].

L'abattement spécial à la base en faveur de certaines personnes handicapées ou invalides : sont susceptibles d'être concernées par cet abattement, à condition qu'il ait été institué par la collectivité, les personnes atteintes d'une invalidité ou d'une infirmité, ou celles qui occupent en permanence leur habitation principale avec de telles personnes. Cet abattement ne peut être appliqué que sur votre demande expresse à l'aide de la déclaration 1206 GD-SD déposée avant le 1er janvier de l’année pour laquelle vous souhaitez en bénéficier[style à revoir].

#### Abattement fixe (abattement forfaitaire) ou en pourcentage
Les abattements, définis par la loi fiscale appelé CGI (code général des impôts), peuvent être appliqués de 2 façons : il s’agit soit d’un montant fixe, en euros, appelé "abattement forfaitaire", soit d’un pourcentage d’un revenu (on parle alors d’abattement proportionnel).
Exemple d'abattement fixe : en cas de rattachement au foyer fiscal des parents des enfants mariés, unis par un Pacs ou chargés de famille, un abattement de 5 888 euros par personne rattachée (montant 2019 sur la déclaration des revenus 2018) s'applique sur le revenu global.
Exemple d’abattement proportionnel : l'abattement de 10 % sur les pensions et retraites. Ainsi, une retraite de 20 000 euros est prise en compte dans le revenu imposable pour 18 000 euros. Cet abattement est plafonné à 3 812 euros (montant 2019 sur les revenus 2018) pour l’ensemble du foyer fiscal bénéficiaire.

## Les catégories de l'abattement fiscal

### En France

#### Pour les retraités
Abattement de 10 % sur la pension de retraite, dans ce cas l'abattement est calculé automatiquement par l'administration fiscale, il faut juste inscrire dans la déclaration de revenus le montant imposable de la pension indiqué par la caisse de retraites.
L’abattement spécial est octroyé en fonction du revenu :
– pour un montant de 2 416 euros en 2019 si le revenu est inférieur ou égal à 15 140 euros
– pour un montant de 1 208 euros en 2019 si le revenu est supérieur à 15 140 euros et inférieur ou égal à 24 390 euros
Si les deux déclarants sont âgés de plus de 65 ans au 31 décembre, le montant de l’abattement fiscal est doublé, soit respectivement 4.832 et 2.416 euros.
Les montants de l’abattement et du plafond de ressources sont actualisés chaque année dans les mêmes proportions que le barème de l’impôt sur le revenu .

#### Pour l'assistant maternel ou assistante maternelle
Les assistantes et assistants maternels  ont le choix entre deux mode d’imposition :
1. Le régime forfaitaire où les frais sont déduits grâce à un mécanisme d’abattement.
2. La déclaration du montant du salaire sans abattement fiscal, plus simple mais en principe moins intéressant fiscalement dans la plupart des cas.
Dans le cadre du régime forfaitaire, l’assistante maternelle bénéficie d’un abattement fiscal qui revient à diminuer le montant du revenu imposable. C'est l'abattement forfaitaire. 
Ainsi, l’assistante maternelle agréée doit déclarer la différence entre :
– la somme de sa rémunération et des indemnités perçues pour l’entretien et l’hébergement du ou des enfants
– et le montant de l’abattement fiscal forfaitaire représentatif des frais.
L’abattement forfaitaire est calculé en fonction de la valeur du Smic horaire de l’année durant laquelle la garde est intervenue, le montant de l’abattement forfaitaire à déduire par enfant et par jour atteint :
– 29,64 euros pour une garde d’enfant d’au moins 8 heures 
– 39,52 euros pour une garde d’enfant malade ou handicapé ouvrant droit à majoration salariale d’au moins 8 heures
– 39,52 euros pour une garde d’enfant de 24 heures consécutives 
– 49,40 euros pour une garde d’enfant malade ou handicapé ouvrant droit à majoration de 24 heures consécutives
Certains contribuables bénéficient d’abattements spécifiques comme les  personnes modestes invalides (invalidité d’au moins 40 % ou incapacité d’au moins 80 %) et des personnes âgées de plus de 65 ans au 31 décembre de l’année de perception des revenus. Cet avantage, qui se cumule avec l’abattement de 10 % sur les pensions et retraites, est plafonné et soumis à conditions de ressources. Le montant de l’abattement spécial est doublé en présence de deux personnes âgées de plus de 65 ans ou invalides répondant aux conditions d’attribution.

## Les plus-values immobilières des particuliers

### L'abattement pour les plus-values immobilières
Si l'immeuble cédé est détenu depuis plus cinq ans, un abattement de la plus-value sera calculé selon le montant de l'impôt sur le revenu ou des prélèvements sociaux.

#### - Montant imposable à l'impôt sur le revenu.
6 % d'abattement pour chaque année de détention au-delà de la 5e et jusqu'à la 21ème
4 % d'abattement au terme de la 22e de détention

#### - Montant imposable aux prélèvement sociaux
1,65 % d'abattement pour chaque année de détention au-delà de la 5e et jusqu'à la 21ème
1,60 % d'abattement pour la 22e année de détention
Exonération des prélèvements sociaux au-delà de la 30e année

### L'abattement exceptionnel de 30%
Un abattement de 30 % est appliqué pour l'impôt sur le revenu et les prélèvements sociaux.

### L'abattement exceptionnel de 25%
Lors de la détermination de l'assiette imposable à l'impôt sur le revenu et aux prélèvements sociaux, un abattement 25 % est applicable aux plus-values réalisées.